# فهرست قنات‌های شهرستان دهگلان
جدول زیر براساس آمار وزارت جهاد کشاورزی تهیه شده‌است. فهرست زیر قنات‌های شهرستان دهگلان در استان کردستان را نشان می‌دهد.
| نام قنات | موقعیت                   | نزدیک‌ترین روستا | طول قنات (متر) | تعداد میله چاه | عمق مادر چاه | دبی (لیتر بر ثانیه) | سطح زیر کشت (هکتار) |
| -------- | ------------------------ | --------------- | -------------- | -------------- | ------------ | ------------------- | ------------------- |
| کانی شمه | بخش مرکزی شهرستان دهگلان | قروه چای        | ۳۰۰            | ۳۰             | ۱۰           | ۲۵                  | ۳۰                  |